# Blepharis
Blepharis es un género de plantas con flores perteneciente a la familia Acanthaceae. El género tiene 196 especies  de hierbas descritas y de estas solo, 125 aceptadas.

## Descripción
Son hierbas perennes, postrado-erectos o arbustos rastreros. Hojas sésiles o pecioladas, opuestas o pseudo-verticiladas, simples, enteras o espinescentes dentadas. Flores en racimos axilares o  solitarios; brácteas 4 estrechamente imbricadas, espinosas, persistentes. Cáliz profundamente desigual con 4 lóbulos, 2 lóbulos interiores más corto que el 2 exterior, imbricados, persistente. Tubo de la corola más corta. Cápsula oblonga o elipsoide, comprimida. Las semillas aplanadas.

## Taxonomía
El género fue descrito por Antoine-Laurent de Jussieu y publicado en Genera Plantarum 103. 1789.
Etimología
Blepharis: nombre genérico del griego blepharon = "pestañas".

## Especies seleccionadas
- Blepharis ablephara
- Blepharis abyssinica
- Blepharis acanthodioides
- Blepharis acaulis
- Blepharis acuminata
- Blepharis attenuata
- Blepharis ciliaris
- Blepharis maderaspatensis
- Blepharis mitrata

## Sinonimia
- Acanthodium, Blepharacanthus, Trichacanthus.